# Проект «Геном человека»
Проект «Геном человека» (англ. The Human Genome Project, HGP) — завершённый международный научно-исследовательский проект, главной целью которого было определение последовательности пар оснований, которые составляют ДНК человека, а также выявление, картирование и секвенирование всех генов человеческого генома как с физической, так и с функциональной точки зрения. Этот проект остается крупнейшим международным биологическим проектом, когда-либо проводившимся в биологии. К 2003 году было секвенировано лишь 85 % генома человека, проект был завершён в 2022 году, когда было достигнуто полное секвенирование генома человека (не учитывая Y).
Проект начался в 1990 году под руководством Джеймса Уотсона под эгидой Национальной организации здравоохранения США. В 2000 году был выпущен рабочий черновик структуры генома, полный геном — в 2003 году, однако и сегодня дополнительный анализ некоторых участков ещё не закончен. Частной компанией Celera Corporation был запущен аналогичный параллельный проект, завершённый несколько ранее международного. Основной объём секвенирования был выполнен в двадцати университетах и исследовательских центрах США, Великобритании, Японии, Франции, Германии и Китая. Кроме очевидной фундаментальной значимости, определение структуры человеческих генов является важным шагом для разработки новых медикаментов и развития других аспектов здравоохранения.
Хотя целью проекта по расшифровке генома человека являлось понимание строения генома человеческого вида, проект также фокусировался и на нескольких других организмах, среди которых — бактерии, в частности, Escherichia coli, насекомые, такие, как мушка дрозофила, и млекопитающие, например, мышь.
Изначально планировалось определение последовательности более трёх миллиардов нуклеотидов, содержащихся в гаплоидном человеческом геноме. «Геном» любого человека уникален; картирование «генома человека» включало секвенирование небольшого числа людей, а затем сборку для получения полной последовательности для каждой хромосомы. Поэтому готовый «геном человека» представляет собой мозаику, не представляющую ни одного индивидуума. Полезность проекта заключается в том, что подавляющая часть человеческого генома одинакова у всех людей.
Геном любого отдельно взятого организма (исключая однояйцевых близнецов и клонированных животных) уникален, поэтому определение последовательности человеческого генома в принципе должно включать в себя и секвенирование многочисленных вариаций каждого гена. Однако, в задачи проекта «Геном человека» не входило определение последовательности всей ДНК, находящейся в человеческих клетках: некоторые гетерохроматиновые области (в общей сложности около 8 %) оставались не секвенироваными. Лишь в апреле 2022 года было сообщено, что международная команда исследователей секвенировала последние 8 % генома человека (кроме Y).

## Проект

### Предпосылки
Проект стал кульминацией нескольких лет работы, поддержанной министерством энергетики США, в частности, семинаров, проводившихся в 1984 и 1986 годах, и последовавшими действиями министерства энергетики. Отчёт 1987 года указывает: «Окончательной целью данного начинания является понимание человеческого генома» и «знание человеческого генома так же необходимо для прогресса медицины и других наук о здоровье, как знание анатомии было необходимо для достижения её нынешнего состояния». Поиски технологий, подходящих для решения предложенной задачи, начинались ещё во второй половине 1980-х годов.
Начиная с 1988 года главой Национального центра исследований человеческого генома в Национальной организации здравоохранения США (NIH) был Джеймс Уотсон. В 1992 году его вынудили уйти в отставку, в основном из-за несогласия с позицией его руководителя, Бернадины Хили по вопросам патентования генов. В апреле 1993 его заменил Френсис Коллинз, а в 1997 году название центра было изменено на Национальный институт исследований человеческого генома (NHGRI).
Трёхмиллиардный проект был формально запущен в 1990 году министерством энергетики США и Национальным институтом здравоохранения, и ожидалось, что он продлится 15 лет. Помимо США, в международный консорциум вошли генетики Китая, Франции, Германии, Японии и Великобритании.
В силу широкой международной кооперации и новых достижений в области геномики (особенно в секвенировании), а также значительных достижений в вычислительной технике «черновик» генома был закончен в 2000 году (о чём было объявлено совместно президентом США Биллом Клинтоном и британским премьер-министром Тони Блэром 26 июня 2000 года). Продолжение секвенирования привело к объявлению в апреле 2003 года о почти полном завершении работы, на два года раньше, чем планировалось. В мае 2006 года была пройдена другая веха на пути к завершению проекта, когда в журнале «Nature» была опубликована последовательность последней хромосомы — хромосомы 1.

### Завершённость
Существуют многочисленные определения «полной последовательности человеческого генома». Согласно некоторым из них, геном уже полностью секвенирован, а согласно другим, этого ещё предстоит добиться. В популярной прессе было множество статей, сообщающих о «завершении» генома. На данный момент завершается этап секвенирования генома, то есть определения порядка расположения нуклеотидов в нуклеиновых цепях человеческой ДНК. Собственно работы по интерпретации результатов секвенирования ещё впереди. Это и будет расшифровка или прочтение генома. График истории расшифровки проекта показывает, что большая часть по секвенированию человеческого генома была закончена в конце 2003 года. Однако ещё остаётся несколько регионов, которые считаются незаконченными:
- Прежде всего, центральные регионы каждой хромосомы, известные как центромеры, которые содержат большое количество повторяющихся последовательностей ДНК; их сложно секвенировать при помощи современных технологий. Центромеры имеют длину миллионы (возможно десятки миллионов) пар нуклеотидов, и, по большому счёту, остаются несеквенированными.
- Во-вторых, концы хромосом, называемые теломерами, также состоящие из повторяющихся последовательностей, и по этой причине в большинстве из 46 хромосом их расшифровка не завершена. Точно не известно, какая часть последовательности остаётся не расшифрованной до теломер, но как и с центромерами, существующие технологические ограничения препятствуют их секвенированию.
- В-третьих, в геноме каждого индивидуума есть несколько локусов, которые содержат членов мультигенных семейств, которые также сложно расшифровать с помощью основного на сегодняшний день метода фрагментирования ДНК. В частности, эти семейства кодируют белки, важные для иммунной системы.
- Кроме перечисленных регионов, остаётся ещё несколько брешей, разбросанных по всему геному, некоторые из которых довольно крупные, но есть надежда, что все они будут закрыты в ближайшие годы.

Бо́льшая часть остающейся ДНК сильно повторяющаяся, и маловероятно, что она содержит гены, однако это останется неизвестным, пока они не будут полностью секвенированы. Понимание функций всех генов и их регуляции остается далеко неполным. Роль мусорной ДНК, эволюция генома, различия между индивидуумами и многие другие вопросы по-прежнему являются предметом интенсивных исследований в лабораториях всего мира.

### Цели
Последовательность человеческой ДНК сохраняется в базах данных, доступных любому пользователю через Интернет. Национальный центр биотехнологической информации США (и его партнёрские организации в Европе и Японии) хранят геномные последовательности в базе данных известной как GenBank, вместе с последовательностями известных и гипотетических генов и белков. Другие организации, к примеру Калифорнийский университет в Санта-Крузе и Ensembl поддерживают дополнительные данные и аннотации, а также мощные инструменты для визуализации и поиска в этих базах. Были разработаны компьютерные программы для анализа данных, потому что сами данные без таких программ интерпретировать практически невозможно.
Процесс идентификации границ генов и других мотивов в необработанных последовательностях ДНК называется аннотацией генома и относится к области биоинформатики. Эту работу при помощи компьютеров выполняют люди, но они делают её медленно и, чтобы удовлетворять требованиями высокой пропускной способности проектов секвенирования геномов, здесь также всё шире используют специальные компьютерные программы. Лучшие на сегодняшний день технологии аннотации используют статистические модели основанные на параллелях между последовательностями ДНК и человеческим языком, пользуясь такими концепциями информатики как формальные грамматики.
Другая, часто упускаемая из виду цель проекта «Геном человека» — исследование этических, правовых и социальных последствий расшифровки генома. Важно исследовать эти вопросы и найти наиболее подходящие решения до того, как они станут почвой для разногласий и политических проблем.
Все люди имеют в той или иной степени уникальные геномные последовательности. Поэтому данные, опубликованные проектом «Геном человека», не содержат точной последовательности геномов каждого отдельного человека. Это комбинированный геном небольшого количества анонимных доноров. Полученная геномная последовательность является основой для будущей работы по идентификации разницы между индивидуумами. Основные усилия здесь сосредоточены на выявлении однонуклеотидного полиморфизма.
Почти все цели, которые ставил перед собой проект, были достигнуты быстрее, чем предполагалось. Проект по расшифровке генома человека был закончен на два года раньше, чем планировалось. Проект поставил разумную, достижимую цель секвенирования 95 % ДНК. Исследователи не только достигли её, но и превзошли собственные предсказания, и смогли секвенировать 99,99 % человеческой ДНК. Проект не только превзошёл все цели и выработанные ранее стандарты, но и продолжает улучшать уже достигнутые результаты.

### Как были достигнуты результаты
Проект финансировался правительством США через Национальный Институт Здравоохранения и британским благотворительным обществом Wellcome Trust, которое финансировало Институт Сенгера, а также множество других групп по всему свету. Финансирование распределялось между несколькими крупными центрами секвенирования включая Whitehead Institute, Институт Сенгера, Университет Вашингтона в Сент-Луисе и Baylor College of Medicine.
Геном был разбит на небольшие участки, примерно по 150 000 пар нуклеотидов в длину. Эти куски затем встраивали в вектор, известный как Искусственная бактериальная хромосома или BAC. Эти векторы созданы из бактериальных хромосом, изменённых методами генной инженерии. Векторы, содержащие гены, затем можно вставлять в бактерии, где они копируются бактериальными механизмами репликации. Каждый из кусочков генома потом секвенировали раздельно методом дробовика, и затем все полученные последовательности собирали воедино уже в виде компьютерного текста. Размеры полученных больших кусков ДНК, собираемых для воссоздания структуры целой хромосомы, составляли около 150 000 пар нуклеотидов. Такая система известна под именем «иерархического метода дробовика», потому что вначале геном разбивается на куски разного размера, положение которых в хромосоме должно быть заранее известно.

## Сопоставление данных общего и частного проектов
В 1998 году американский исследователь Крейг Вентер и его фирма Celera Corporation запустили аналогичное исследование, финансированное частным капиталом. В начале 1990-х, когда проект «Геном человека» только начинал работу, Вентер тоже работал в Национальном институте здоровья США. Целью его собственного $300-миллионного проекта «Celera» было более быстрое и дешёвое секвенирование человеческого генома, чем в $3-миллиардном государственном проекте.
Компания «Celera» использовала более рискованную разновидность метода фрагментации генома (метода дробовика), которую использовали ранее для секвенирования бактериальных геномов размером до шести миллионов пар нуклеотидов в длину, но никогда для чего-либо столь большого, как человеческий геном, состоящий из трёх миллиардов пар нуклеотидов.
Вначале «Celera» анонсировала, что она будет добиваться патентной защиты «всего лишь 200 или 300» генов, но позднее внесла поправки, что ищет «защиту интеллектуальной собственности» на «полное описание важнейших структур», составляющих примерно 100—300 целей. Наконец фирма подала предварительные патентные заявки на 6500 целых или частичных генов. Компания «Celera» также обещала опубликовать результаты своей работы согласно условиям «Бермудского заявления» 1996 года, выпуская новые данные ежеквартально (проект «Геном человека» выпускал новые данные ежедневно), однако, в отличие от проекта с государственным финансированием, фирма не даёт разрешения на свободное распространение или коммерческое использование своих данных.
В марте 2000 года президент США Билл Клинтон заявил, что последовательность генома не может быть запатентована и должна быть свободно доступна для всех исследователей. После заявления президента акции компании «Celera» сильно упали, что потянуло вниз весь биотехнологический сектор NASDAQ, потерявший около 50 миллиардов долларов рыночной капитализации за два дня.
Хотя рабочий вариант генома был анонсирован в июне 2000 года, компания «Celera» и учёные, работавшие в проекте «Геном человека», опубликовали детали своей работы только в феврале 2001 года. Специальные выпуски журнала «Nature» (который публиковал научные статьи государственного проекта) и журнала «Science» (который опубликовал статью «Celera») описали методы, использовавшиеся для производства черновика последовательности, и предложили её анализ. Эти черновики покрывали примерно 83 % генома (90 % эухроматиновых регионов с 150 000 брешей, а также содержали порядок и ориентацию многих всё ещё не законченных сегментов). В феврале 2001 года, во время подготовки совместных публикаций, были выпущены пресс-релизы, говорящие о том, что проект был завершён обеими группами. В 2003 и 2005 гг. были анонсированы улучшенные черновики, содержавшие приблизительно 92 % последовательности.
Соревнование очень хорошо сказалось на проекте, заставив участников государственного проекта модифицировать свою стратегию, чтобы ускорить ход работы. Вначале конкуренты согласились объединить результаты, но союз распался после того, как компания «Celera» отказалась сделать свои результаты доступными через публичную базу данных GenBank с неограниченным доступом для всех пользователей. Компания «Celera» включила данные проекта «Геном человека» в собственную последовательность, однако запретила попытки использовать свои данные для всех сторонних пользователей.
«Геном человека» — это наиболее известный из многих международных геномных проектов, нацеленных на секвенирование ДНК конкретного организма. В настоящее время знание последовательности человеческой ДНК приносит наиболее ощутимую пользу. Кроме того, важные достижения в биологии и медицине ожидаются в результате секвенирования модельных организмов, в число которых входят мыши, дрозофилы, Danio rerio, дрожжи, нематоды, некоторые растения и множество микробов и паразитов.
В 2004 году исследователи из Международного Консорциума по Секвенированию Человеческого Генома (англ. International Human Genome Sequencing Consortium) (IHGSC) проекта «Геном человека» огласили новую оценку числа генов в человеческом геноме составившую от 20 до 25 тыс. Ранее предсказывалось от 3 до 40 тыс., а в начале проекта оценки доходили до 2 млн. Это число продолжает колебаться, и в настоящее время ожидается, что ещё в течение многих лет не удастся прийти к согласию по поводу точного количества генов в человеческом геноме.

### История частного проекта
Детали по данной теме смотри в статье История генетики.
В 1976 году Уолтером Фирсоми его командой в Университете Гента (Гент, Бельгия) был определён первый полный геном вируса — бактериофага MS2. Идея техники фрагментирования ДНК (англ. shotgun) пришла от использования алгоритма, который комбинировал информацию о последовательности от многих небольших фрагментов ДНК для реконструирования генома. Эту технику ввёл Сенгер, чтобы секвенировать геном фага Фи-X174, вируса, который инфицирует бактерии (бактериофаг); это был первый ещё в 1977 году полностью секвенированный геном (последовательность ДНК). Техника была названа «shotgun sequencing» (метод дробовика), потому что геном дробится на множество кусочков, как будто в него выстрелили из дробовика. Чтобы масштабировать метод, и секвенирование, и сборку генома нужно было автоматизировать, что и произошло в 1980-х.
В 1995 году было показано, что данная техника применима к секвенированию первого бактериального генома (1,8 миллиона пар нуклеотидов) свободно живущего организма Haemophilus influenzae и первого генома животного (~100 млн пар оснований). Метод включает использование автоматизированных секвенаторов, что позволяет определять более длинные индивидуальные последовательности (в то время однократно получалось приблизительно 500 пар нуклеотидов). Пересекающиеся последовательности размером примерно в 2000 пар нуклеотидов «читали» в двух направлениях, это были критические элементы, создание которых повлекло за собой разработку первых компьютерных программ сборки генома, необходимых для реконструирования больших регионов ДНК, известных под названием контиги ('contigs').
Три года спустя, в 1998 году, заявление только что созданной компании «Celera Corporation» о том, что она собирается масштабировать метод фрагментирования ДНК на человеческий геном, в некоторых кругах было встречено скептически. Техника фрагментирования разрывает ДНК на фрагменты различных размеров, от 2 до 300 тыс. пар нуклеотидов в длину, образуя то, что называется «библиотекой ДНК». Затем ДНК «читают» с помощью автоматического секвенатора кусками по 800 пар нуклеотидов длиной с обоих концов каждого фрагмента. С помощью сложного алгоритма сборки и суперкомпьютера, кусочки собирают воедино, после чего геном может быть реконструирован из миллионов коротких фрагментов длиной в 800 пар нуклеотидов. Успех как государственного, так и частного проектов зависел от новой, более высоко автоматизированной капиллярной секвенирующей ДНК машины, которая называлась Applied Biosystems 3700. Она прогоняла цепочки ДНК через необычайно тонкую капиллярную трубку, а не через плоский гель, как это делали в ранних моделях секвенаторов. Ещё более критическим фактором была разработка новой, более масштабной программы сборки генома, ассемблера, который мог бы обрабатывать 30-50 миллионов последовательностей, требующихся для секвенирования всего человеческого генома. В то время такой программы не существовало. Одним из первых крупных проектов в компании «Celera» стала разработка данного ассемблера, который был написан параллельно с созданием большой, высокоавтоматизированной фабрики секвенирования геномов. Разработка ассемблера велась под руководством Брайена Рамоса (англ. Brian Ramos). Первая версия появилась в 2000 году, когда команда Celera Corporation объединила силы с профессором Джеральдом Рубином для секвенирования генома фруктовой мушки Drosophila melanogaster методом фрагментирования генома. Собрав 130 миллионов пар нуклеотидов, программа обработала по меньшей мере в 10 раз больше данных, чем любой ранее собранный из результатов метода фрагментирования геном. Год спустя команда Celera Corporation опубликовала свою сборку трёх миллиардов пар нуклеотидов человеческого генома.

### Как были достигнуты результаты
IHGSC для ориентации и проверки правильности сборки последовательности каждой человеческой хромосомы использовал секвенирование концевых фрагментов в сочетании с картированием больших (около 100 тыс. пар оснований) плазмидных клонов, полученных методом фрагментирования генома, а также применял метод фрагментирования меньших субклонов тех же плазмид, а также множество других данных.
Компания «Celera Corporation» понимала важность метода фрагментирования генома и тоже использовала саму последовательность, чтобы ориентировать и найти правильное местоположение секвенированных фрагментов внутри хромосомы. Однако компания использовала и публично доступные данные из проекта «Геном человека», чтобы контролировать процесс сборки и ориентации, что поставило под вопрос независимость её данных.

## Доноры генома
В межгосударственном проекте «Геном человека» (HGP), исследователи из IHGSC взяли у большого числа доноров образцы крови (женщин) и спермы (мужчин). Из числа собранных образцов источником ДНК стали лишь несколько. Таким образом, личности доноров были скрыты, чтобы ни доноры, ни учёные не могли знать, чья именно ДНК была секвенирована. Во всём проекте были использованы многочисленные клоны ДНК из различных библиотек. Большинство из этих библиотек были созданы доктором Питером де Хонгом (англ. Pieter J. de Jong). Неформально сообщалось, и в сообществе генетиков хорошо известно, что большая часть ДНК в государственном проекте получена от единственного анонимного донора — мужчины из Буффало (кодовое название RP11).
Учёные HGP использовали белые кровяные клетки из крови двух мужчин и двух женщин доноров (случайно выбранных из 20 образцов каждого пола) — каждый донор стал источником отдельной библиотеки ДНК. Одна из этих библиотек (RP11) использовалась значительно больше, чем другие по соображениям качества. Небольшой технический нюанс заключается в том, что мужские образцы содержали только половину количества ДНК, поступившего из X и Y хромосом в сравнении с другими 22 хромосомами (аутосомами); это происходит потому, что каждая мужская клетка (сперматозоид) содержит только одну X- и одну Y-хромосому, а не две, как другие клетки.
Хотя главная секвенирующая фаза проекта «Геном человека» завершена, исследования изменчивости ДНК продолжаются в международном проекте HapMap, цель которого состоит в идентификации структуры групп однонуклеотидного полиморфизма (SNP) (которые называются гаплотипами). Образцы ДНК для HapMap получены от, в общей сложности, 270 человек: народа Йоруба в Ибадане (Нигерия), японцев из Токио, китайцев из Пекина и французского источника Centre d'Etude du Polymorphisms Humain (CEPH), который состоит из резидентов США, имеющих происхождение из западной и Северной Европы.
В проекте компании Celera Genomics для секвенирования использовалась ДНК, поступившая от пяти человек. Крейг Вентер, основатель компании, который в то время был также главным научным руководителем компании «Celera», позднее сообщил (в публичном письме в журнал «Science»), что его ДНК, будучи одним из 21 образца в общем фонде, вошла в число пяти отобранных для использования в проекте.
Команда под руководством Крейга Вентера 4 сентября 2007 года опубликовала полную последовательность его собственной ДНК, впервые сняв покров тайны с шестимиллиарднонуклеотидной последовательности генома единственного человека.

## Перспективы
Работа над интерпретацией данных генома находится всё ещё в своей начальной стадии. Ожидается, что детальное знание человеческого генома откроет новые пути к успехам в медицине и биотехнологии. Ясные практические результаты проекта появились ещё до завершения работы. Несколько компаний, например «Myriad Genetics», начали предлагать простые способы проведения генетических тестов, которые могут показать предрасположенность к различным заболеваниям, включая рак молочной железы, нарушения свёртываемости крови, кистозный фиброз, заболевания печени и многим другим. Также ожидается, что информация о геноме человека поможет поиску причин возникновения рака, болезни Альцгеймера и другим областям клинического значения и, вероятно, в будущем может привести к значительным успехам в их лечении.
Также ожидается множество полезных для биологов результатов. Например, исследователь, изучающий определённую форму рака может сузить свой поиск до одного гена. Посетив базу данных человеческого генома в сети, этот исследователь может проверить что другие учёные написали об этом гене включая (потенциально) трёхмерную структуру его производного белка, его функции, его эволюционную связь с другими человеческими генами или с генами в мышах или дрожжах или дрозофиле, возможные пагубные мутации, взаимосвязь с другими генами, тканями тела в которых ген активируется, заболеваниями, связанными с этим геном или другие данные.
Более того, глубокое понимание процесса заболевания на уровне молекулярной биологии может предложить новые терапевтические процедуры. Учитывая установленную огромную роль ДНК в молекулярной биологии и её центральную роль в определении фундаментальных принципов работы клеточных процессов, вероятно, что расширение знаний в данной области будет способствовать успехам медицины в различных областях клинического значения, которые без них были бы невозможны.
Анализ сходства в последовательностях ДНК различных организмов также открывает новые пути в исследовании теории эволюции. Во многих случаях вопросы эволюции теперь можно ставить в терминах молекулярной биологии. И в самом деле, многие важнейшие вехи в истории эволюции (появление рибосомы и органелл, развитие эмбриона, иммунной системы позвоночных) можно проследить на молекулярном уровне. Ожидается что этот проект прольёт свет на многие вопросы о сходстве и различиях между людьми и нашими ближайшими сородичами (приматами, а на деле и всеми млекопитающими).
Проект определения разнообразия человеческого генома (HGDP), отдельное исследование, нацеленное на картирование участков ДНК, которые различаются между этническими группами. В будущем HGDP, вероятно, сможет получить новые данные в области контроля заболеваний, развития человека и антропологии. HGDP может открыть секреты уязвимости этнических групп к отдельным заболеваниям и подсказать новые стратегии для их преодоления (см. Раса и здоровье). Он может также показать, как человеческие популяции адаптировались к этим заболеваниям.
Особые перспективы исследования генома человека открывают методы секвенирования нового поколения. В связи с развитием новых методов значительно упростился и ускорился процесс секвенирования генома. Это позволяет проводить секвенирование большого количества геномов человека для определения однонуклеотидного полиморфизма (проект 1000 геномов). Кроме того, секвенирование нового поколения позволило начать проект по картированию элементов генома (регуляторных и других последовательностей) — ENCODE.
Удешевление методов секвенирования уже сейчас позволяет определять последовательность генома отдельного человека в терапевтических целях.